# Do Wah Diddy Diddy
Do Wah Diddy Diddy ist Popsong aus der Feder des Erfolgsautorenpaares Jeff Barry und Ellie Greenwich, der in der Erstaufnahme durch die US-amerikanischen Band Exciters 1963 ohne großen Erfolg blieb. Erst die Coverversion der britischen Beatband Manfred Mann machte den Song im Jahr darauf zum Millionenseller.

## Entstehungsgeschichte

Exciters - Do-Wah-Diddy

Jeff Barry und Ellie Greenwich schrieben das Stück, das die Exciters im September 1963 unter der Produktion von Jerry Leiber und Mike Stoller und mit einem Arrangement von Artie Butler zur Aufnahme brachten. „Jeff und ich haben an diesen Song wirklich geglaubt“, bekräftigte Ellie Greenwich in einem Interview. Der Titel und Refrain soll als Nonsens-Phrase sexuelle Zufriedenheit ausdrücken.
Der Ausdruck war keine neue Wortschöpfung, denn in der Jack Benny Show war Doo Wah Ditty als Synonym für ein abgelegenes Dorf verwendet worden und ab 29. Februar 1948 zum Dauerwitz in der Show avanciert. Benny fordert dort den Sänger auf, ihm auf dem US-Atlas den Ort Doo Wah Ditty zu zeigen, was ihm nicht gelingt. Bo Diddley wiederum hatte am 10. November 1955 den von ihm zusammen mit Willie Dixon komponierten Titel Diddy Wah Diddy aufgenommen. In Diddleys Text handelt es sich weder um ein Dorf noch um eine Stadt: „Ain’t a Town, ain’t a City / But oh how they love down in Diddy wa Diddy.“
Als die Exciters im November 1963 mit Do Wah Diddy / If Love Came Your Way (United Artists 662) ihre vierte Single herausbrachten, traf sie kaum auf Zuspruch. Mit Rang 78 in den US-Pop-Charts (gleicher Rang auch in der Rhythm-and-Blues-Hitparade) schnitt sie am schlechtesten von allen Singles der Gruppe ab und wurde zum Flop. Der Song erschien danach auf einer gleichnamigen EP, die im Dezember 1963 auf den Markt kam.

## Fassung von Manfred Mann

Manfred Mann – Do Wah Diddy Diddy

Die Manfred Mann Band mit Sänger Paul Jones nahm den Song am 11. Juni 1964 unter Produzent John Burgess in den Abbey Road Studios auf; veröffentlicht wurde sie in Großbritannien am 10. Juli 1964. Die Manfred-Mann-Fassung – mit einem „diddy“ mehr in Titel und Text – war typisch für die damalige „British Invasion“ in den USA, denn dort brachten britische Bands erfolgreich Coverversionen von in den USA entstandenen, jedoch meist erfolglos gebliebenen Stücken auf den Markt. Manns Fassung gelangte am 17. Oktober 1964 in den USA auf den ersten Rang, den sie für 2 Wochen belegte. In der Heimat Großbritannien hielt sie sich ab 13. August 1964 ebenfalls für zwei Wochen als Nummer-eins-Hit. Die Manfred-Mann-Single verkaufte sich in England 650.000, in den USA 750.000 und weltweit knapp 3 Millionen Mal. Das Billboard-Magazin berichtete von der Kölner Plattenfirma Electrola, dass die Manfred Mann-Fassung alleine in Deutschland (Electrola #22 796) über 1 Million Exemplare verkauft hatte. Abgesehen von den Beatles kam es sehr selten vor, dass eine zum EMI-Konzern gehörende Band alleine in Deutschland über 1 Million Singles verkaufte. Trotz der enormen Umsätze konnte sich Manns Do Wah Diddy Diddy nur auf Rang 4 der deutschen Hitparade platzieren. Seit den 2010er Jahren befindet sich der Song wieder im Live-Repertoire von Manfred Manns Nachfolgeband Manfred Mann’s Earth Band und wird bei Konzerten regelmäßig gespielt.

## Weitere Coverversionen
Wegen Manfred Manns Erfolg erhielt die Komposition einen BMI-Award. Die Komponisten Barry/Greenwich hatten ihre eigene Komposition im Juli/August 1964 als Raindrops aufgenommen, aber zur Abmischung kam es nicht mehr, weil sie von Manfred Manns Version erfuhren. Wolfgang Frey brachte mit Heute sah ich ein Mädchen 1964 zwar eine deutsche Version heraus, die jedoch angesichts des enormen Erfolges von Manfred Mann auf dem deutschen Markt unterging. Sheila veröffentlichte im September 1964 mit Vous Les Copains eine französische Version. The Rattles hatten den Song am 30. September/1. Oktober 1964 in Hamburg unter Produzent Hans R. Beierlein aufgenommen und im November 1964 als Single mit der B-Seite Betty Jean (Star Club #148 503) veröffentlicht (LP Star-Club Show 1; 1965). Jan and Dean brachten im Januar 1965 ihre Fassung auf den Markt. Das deutsche Disco-Trio À La Carte ließ sich den Hit von Tony Hendrik produzieren und erreichte im Juni 1980 Rang 22 der deutschen Charts. Es folgte die Coverband Showaddywaddy (Dezember 1980). Dave Dee, Dozy, Beaky, Mick & Tich sowie die Dolly Dots kamen 1982 mit ihrer Version auf den Markt, eine Parodie existiert von der 2 Live Crew auf deren LP Move Somethin‘ (August 1987). Neil Diamond with Mary’s Danish verewigte ihn auf der LP Up on The Roof – Songs from the Brill Building (Oktober 1993), Mr. Al berücksichtige den Song auf seiner LP Kids Wanna Rock (Juli 1998). 1995 folgte die damals populäre Fun Factory, deren Eurodance-Version Doh Wah Diddy ein Charterfolg wurde. DJ Ötzi griff den Hit im Juni 2001 auf. Insgesamt gibt es mindestens 37 Versionen.
Außerdem wurde das Lied in mehreren Filmen verwendet, etwa in Ich glaub’ mich knutscht ein Elch! (1981) oder L.A. Story (1991).